# Loena 1959A
Loena 1959A (E-1A serie) (Russisch: Луна-2А) was de vijfde poging van de Sovjet-Unie tot een onbemande ruimtemissie naar de Maan. Hij werd gelanceerd op 18 juni 1959. Het ruimtevaartuig werd ontworpen om op de Maan te pletter te slaan. Hij was gelijk in ontwerp aan de Loena 2. De missie was een mislukking. Tijdens de lancering faalde het begeleidingssysteem van de raket en raakte het niet in een baan om de Aarde.
Loena 1958A · Loena 1958B · Loena 1958C · Loena 1 · Loena 1959A · Loena 2 · Loena 3 · Loena 1960A · Loena 1960B · Spoetnik 25 · Loena 1963B · Loena 4 · Loena 1964A · Loena 1964B · Kosmos 60 · Loena 1965A · Loena 5 · Loena 6 · Loena 7 · Loena 8 · Loena 9 · Kosmos 111 · Loena 10 · Loena 11 · Loena 12 · Loena 13 · Loena 1968A · Loena 14 · Loena 1969A · Loena 1969C · Loena 15 · Kosmos 300 · Kosmos 305 · Loena 1970A · Loena 16 · Loena 17 · Loena 18 · Loena 19 · Loena 20 · Loena 21 · Loena 22 · Loena 23 · Loena 1975A · Loena 24 · Loena 25 · Loenochod